# پراکندگی پیرامونی (زیست‌شناسی)
محدودیت‌های جغرافیایی برای پراکندگی یک گونه توسط عوامل زنده یا غیرزنده تعیین می‌شود. جمعیت‌های اصلی، آنهایی هستند که در مرکز دامنه پراکنش یافت می‌شوند و جمعیت‌های پیرامونی (که جمعیت‌های پیرامونی (peripheral population) نیز نامیده می‌شوند)، در مرز دامنهٔ پراکنش یافت می‌شوند. به این نوع پراکندگی، پراکندگی پیرامونی (به انگلیسی: Marginal distribution) گویند.
پراکندگی پیرامونی می‌تواند پیامدهای حفاظتی داشته باشد.